# Gryllomorpha minima
Gryllomorpha minima är en insektsart som beskrevs av Werner 1914. Gryllomorpha minima ingår i släktet Gryllomorpha och familjen syrsor. Inga underarter finns listade i Catalogue of Life.